# 大田哲哉
大田 哲哉（おおた てつや、1940年12月23日 - 2011年11月7日）は、日本の実業家、広島電鉄代表取締役会長。広島商工会議所会頭を務めた。

## 略歴
広島県広島市佐伯区出身。修道高等学校、神奈川大学工学部電気工学科卒業。
1963年3月、広島電鉄に入社し、以後、1991年6月、取締役。1994年7月、常務取締役。1995年5月、専務取締役を務める。
1996年4月から2010年6月まで、広島電鉄代表取締役社長を務め、超低床電車の導入や、2009年には契約社員の正社員化に取り組んだ。
2001年4月から4年間は、広島経済同友会代表幹事を務めた。
また、2007年11月、広島商工会議所会頭に就任。旧広島市民球場の跡地利用問題に関わり、2013年の全国菓子大博覧会の誘致を行った。2010年10月に退任を表明。2010年12月13日、広島ガス代表取締役会長の深山英樹が選出されるまで務めた。
2010年6月、広島電鉄代表取締役社長退任後は代表取締役会長に就任し、引き続き関連会社であるヒロデンプラザ、グリーンバーズ・ヒロデン、広電興産、交通会館、広電不動産の代表取締役社長や広電ストアの取締役を務めていた。
2011年6月、旭日中綬章 受章。
2011年11月7日、膵臓がんのため広島市中区の病院で死去。70歳没。